# Châteauneuf (Vendée)
Châteauneuf település Franciaországban, Vendée megyében. Lakosainak száma 1144 fő (2022. január 1.). Châteauneuf Bois-de-Céné, La Garnache, Sallertaine és Saint-Gervais községekkel határos.

## Népesség
A település népességének változása:
| Lakosok száma | 968  | 1013 | 1046 | 1056 | 1085 | 1114 | 1118 | 1134 | 1144 |
|               | 2013 | 2015 | 2016 | 2017 | 2018 | 2019 | 2020 | 2021 | 2022 |